# Monanus albertisi
Monanus albertisi es una especie de coleóptero de la familia Silvanidae.

## Distribución geográfica
Habita en Nueva Guinea.